# Edward Belcher
Edward Belcher (27. ledna 1799 – 18. března 1877) byl britský námořní důstojník, hydrograf a objevitel.

## Život
Narodil se v Halifaxu v Novém Skotsku. Jeho otec byl obchodník a politik Andrew Belcher a jeho děd byl Jonathan Belcher, soudce Nejvyššího soudu Nového Skotska a guvernér Nového Skotska.
Belcher vstoupil jako dobrovolník do Britského královského námořnictva v roce 1812, v roce 1812 byl povýšen do hodnosti poručíka poté, co sloužil ve Středozemním moři. V letech 1826–1828 sloužil jako pomocný zeměměřič pod velením Fredericka Williama Beecheyho na lodi HMS Blossom na expedici do Beringova průlivu.
V roce 1829 byl jmenován velitelem lodí, které měly zmapovat pobřeží Afriky. V letech 1836–1842 podnikl výpravu k západnímu pobřeží Severní a Jižní Ameriky (provedl průzkum tichomořského pobřeží, během něho například zpřesnil informaci o poloze Mount Saint Elias) a Číny. Další výprava v letech 1843–1846 měla za cíl prozkoumat Borneo, Filipíny nebo Tchaj-wanu.
Své výzkumy i publikoval, například v roce 1835 vydal Treatise on Nautical Surveying.
Za svou službu získal v roce 1841 řád lázně (anglicky Order of the Bath) a v roce 1843 byl pasován na rytíře.
V roce 1852 byl jmenován velitelem výpravy, která měla za cíl najít Johna Franklina a jeho expedici. Jednalo se o největší výpravu, kterou britská vláda vyslala; sestávala z pěti lodí: HMS Assistance, HMS Resolute, HMS Pioneer, HMS Intrepid a HMS North Star. Výprava nenašla Franklinovu expedici a vzhledem k tomu, že většina lodí zamrzla v ledu, vydal v roce 1854 Belcher rozkaz čtyři lodě opustit a vrátit se zpět na poslední zbývající. Kvůli tomuto rozhodnutí byl vyšetřován britskou admiralitou, později byl z obvinění zproštěn. Již se však nikdy do aktivní služby nevrátil. Na základě této výpravy vydal v roce 1855 knihu The Last of the Arctic Voyages.
V roce 1867 byl jmenován rytířem-komandérem řádu lázně a v roce 1877 byl povýšen do hodnosti admirála.

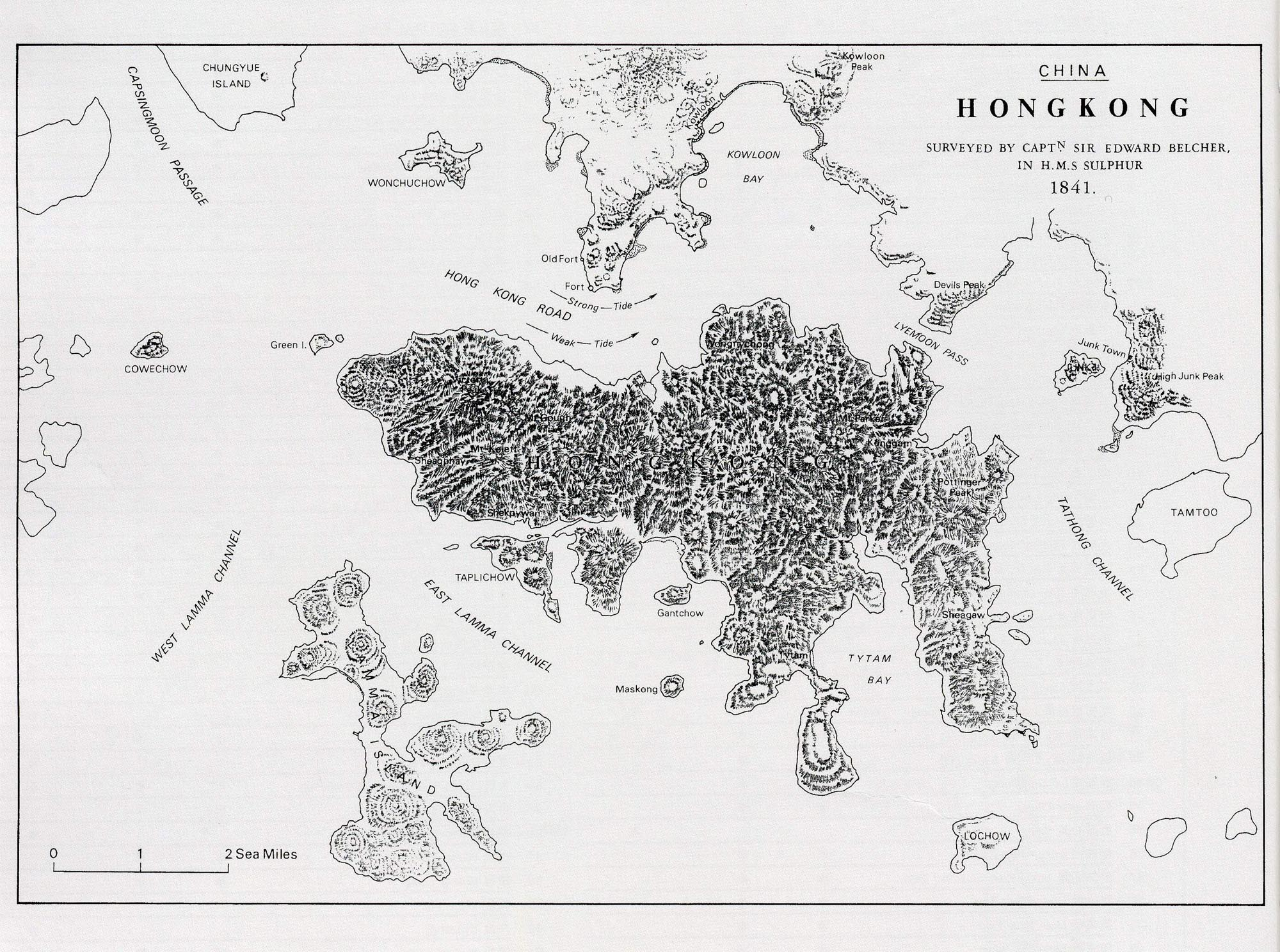
Mapa Hongkongu vytvořená Edwardem Belcherem z roku 1841

Zemřel v Londýně v roce 1877.

## Dílo
- Treatise on Nautical Surveying (1835)
- Narrative of a Voyage Round the World (1843).
- Narrative of the Voyage of H.M.S. Samarang, During the Years 1843–46 (1848).
- The Last of the Arctic Voyages (1855).
- Horatio Howard Brenton (1856).

## Pojmenování
Po Edwardu Belcherovi jsou pojmenovaná některá zeměpisná místa, například:
- Belcherovy ostrovy
- Belcherův průliv v kanadském teritoriu Nunavut